# Росс Тауншип (округ Лузерн, Пенсільванія)
Росс Тауншип (англ. Ross Township) — селище (англ. township) в США, в окрузі Лузерн штату Пенсільванія. Населення — 2726 осіб (2020).

## Демографія
Згідно з переписом 2010 року, у селищі мешкало 2937 осіб у 1129 домогосподарствах у складі 830 родин. Було 1387 помешкань
Расовий склад населення:
| - 98,4 % — білих - 0,4 % — азіатів - 0,1 % — корінних американців |

До двох чи більше рас належало 0,9 %. Частка іспаномовних становила 1,0 % від усіх жителів.
За віковим діапазоном населення розподілялося таким чином: 23,4 % — особи молодші 18 років, 61,5 % — особи у віці 18—64 років, 15,1 % — особи у віці 65 років та старші. Медіана віку мешканця становила 42,7 року. На 100 осіб жіночої статі у селищі припадало 101,0 чоловіків;  на 100 жінок у віці від 18 років та старших — 99,9 чоловіків також старших 18 років.
Середній дохід на одне домашнє господарство  становив 60 036 доларів США (медіана — 50 163), а середній дохід на одну сім'ю — 66 743 долари (медіана — 57 863). Медіана доходів становила 42 021 долар для чоловіків та 35 163 долари для жінок. За межею бідності перебувало 5,7 % осіб, у тому числі 7,5 % дітей у віці до 18 років та 5,8 % осіб у віці 65 років та старших.
Цивільне працевлаштоване населення становило 1446 осіб. Основні галузі зайнятості: освіта, охорона здоров'я та соціальна допомога — 23,1 %, будівництво — 14,5 %, роздрібна торгівля — 12,9 %.